# Liste der Biografien/Barg
Liste der Biografien |
Portal Biografien |
Personensuche
# |
A |
B |
C |
D |
E |
F |
G |
H |
I |
J |
K |
L |
M |
N |
O |
P |
Q |
R |
S |
T |
U |
V |
W |
X |
Y |
Z |
?
 
Ba |
Be |
Bd |
Bg |
Bh |
Bi |
Bj |
Bl |
Bm |
Bn |
Bo |
Br |
Bs |
Bu |
Bw |
By |
Bz
 
Baa |
Bab |
Bac |
Bad |
Bae |
Baf |
Bag |
Bah |
Bai |
Baj |
Bak |
Bal |
Bam |
Ban |
Bao |
Bap |
Baq |
Bar |
Bas |
Bat |
Bau |
Bav |
Baw |
Bax–Baz
 
Bara |
Barb |
Barc |
Bard |
Bare |
Barf |
Barg |
Barh |
Bari |
Barj |
Bark |
Barl |
Barm |
Barn |
Baro |
Barp |
Barq |
Barr |
Bars |
Bart |
Baru |
Barv |
Barw |
Bary |
Barz
Die Liste der Biografien führt alle Personen auf, die in der deutschsprachigen Wikipedia einen Artikel haben. Dieses ist eine Teilliste mit 91 Einträgen von Personen, deren Namen mit den Buchstaben „Barg“ beginnt.

## Barg
- Barg, Benjamin (* 1984), deutscher Fußballspieler
- Barg, Erhard (* 1544), deutscher Renaissance-Bildhauer
- Barg, Felicitas (1900–2002), deutsche Rezitatorin
- Barg, Friedbert (1947–2014), deutscher Fachjournalist und Fachbuchautor
- Barg, Gerhard (1858–1926), deutscher Schiffbauer, Yachtkonstrukteur und Werftdirektor
- Barg, Johanna (* 1984), deutsche Volleyballspielerin
- Barg, Simon (* 1983), kanadischer Eishockeyspieler
- Barg, Thorsten (* 1986), deutscher Fußballspieler
- Barg, Werner (* 1957), deutscher Autor, Film- und Medienwissenschaftler, Filmproduzent

### Barga
- Barga, Corpus (1887–1975), spanischer Schriftsteller und Journalist
- Bargad, Rob (* 1962), US-amerikanischer Jazzmusiker (Piano, Orgel, Arrangement)
- Bargagli, Girolamo (1537–1586), italienischer Dichter und Jurist
- Bargagli, Scipione (1540–1612), italienischer Edler
- Bargalló, Fernando María (* 1954), argentinischer Geistlicher, emeritierter römisch-katholischer Bischof von Merlo-Moreno
- Bargalló, Modesto (1894–1981), spanisch-mexikanischer Lehrer der Naturwissenschaften, Biologe, Chemiker und Chemiehistoriker
- Bargar, Robin (* 1959), US-amerikanischer Medien- und Informationstechnologe
- Bargas, Ángel (* 1946), argentinischer Fußballspieler
- Bargatzky, Thomas (* 1946), deutscher Ethnologe
- Bargatzky, Walter (1910–1998), deutscher Jurist, Staatssekretär und Präsident des Deutschen Roten Kreuzes

### Barge
- Barge, Gene (1926–2025), US-amerikanischer Saxophonspieler und Produzent
- Barge, Gillian (1940–2003), britische Schauspielerin
- Barge, Hans († 1527), zweiter deutscher Weltumsegler
- Barge, Hermann (1870–1941), deutscher Historiker
- Barge, Johannes Antonius James (1884–1952), niederländischer Anatom
- Barge, Paul (* 1941), französischer Schauspieler
- Barge, Wilhelm (1836–1925), deutscher Flötist
- Bargebuhr, Frederick Perez (1904–1978), deutscher Judaist
- Bargel, Andrea (* 1979), deutsche Tischtennisspielerin
- Bargel, Richard (* 1951), deutscher Bluesmusiker, Autor, Zeichner und Sprecher
- Bargeld, Blixa (* 1959), deutscher Musiker, Performance-Künstler, Komponist, Autor und SchauspielerBlixa Bargeld (* 1959)

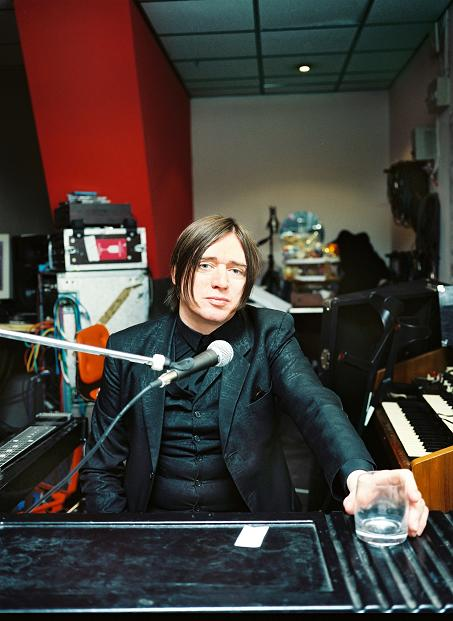
Blixa Bargeld (* 1959)

- Bargellini, Guido (1879–1963), italienischer Chemiker und Hochschullehrer
- Bargellini, Niccolò Pietro (1630–1694), Nuntius und Patriarch von Jerusalem
- Bargen, Ascan von (* 1976), deutscher Fantasy-Schriftsteller
- Bargen, Henning von (* 1959), deutscher Soziologe, Pädagoge und Autor, Leiter des Gunda-Werner-Instituts
- Bargen, Joachim von (* 1939), deutscher Jurist
- Bargen, Philine von (* 1991), deutsche Fußballspielerin
- Bargen, Raphael von (* 1977), deutscher Schauspieler
- Bargen, Werner von (1898–1975), deutscher Diplomat
- Barger, George (1878–1939), britischer Chemiker
- Barger, Sonny (1938–2022), US-amerikanischer Gründer der Hells AngelsSonny Barger (1938–2022)

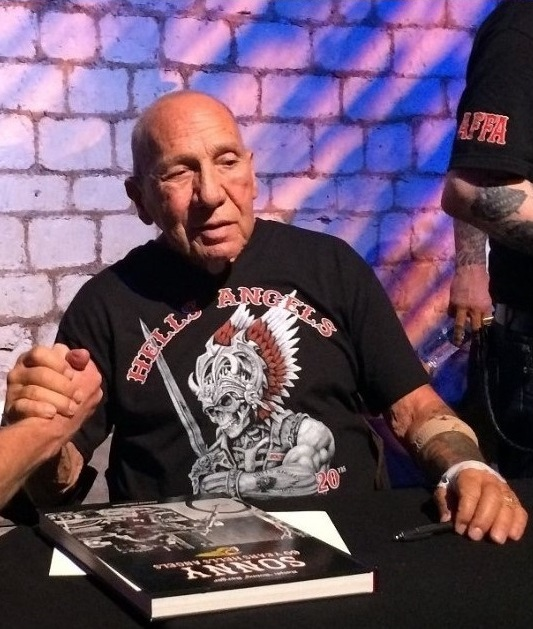
Sonny Barger (1938–2022)

- Barger, Vernon (* 1938), US-amerikanischer Physiker
- Barger-Wallach, Maud (1870–1954), US-amerikanische Tennisspielerin
- Bargeron, Dave (1942–2025), US-amerikanischer Jazzposaunist und Tubist
- Bargetze, Franz Xaver (1850–1912), liechtensteinischer Landtagsabgeordneter, Gemeindevorsteher und Richter
- Bargetze, Josef (1810–1874), liechtensteinischer Politiker

### Bargf
- Bargfrede, Hans-Jürgen (* 1959), deutscher Fußballspieler und -trainer
- Bargfrede, Heinz-Günter (* 1942), deutscher Politiker (CDU), MdB
- Bargfrede, Philipp (* 1989), deutscher Fußballspieler

### Bargh
- Bargh, Ian (1935–2012), schottisch-kanadischer Jazzpianist
- Bargh, John (* 1955), US-amerikanischer Psychologe und Hochschullehrer
- Barghasch ibn Said (1837–1888), Sultan von Sansibar (1870–1888)
- Bargheer, Carl (1831–1902), deutscher Geiger, Kapellmeister, Komponist und Geigenlehrer
- Bargheer, Eduard (1901–1979), deutscher Maler und Graphiker
- Bargheer, Ernst (1892–1974), deutscher Pädagoge
- Bargholz, Karlheinz (1920–2015), deutscher Architekt
- Barghoorn, Elso S. (1915–1984), US-amerikanischer Paläontologe und Botaniker
- Barghouti, Omar (* 1964), palästinensischer Aktivist
- Barghuthi, Marwan (* 1959), palästinensischer PolitikerMarwan Barghuthi (* 1959)

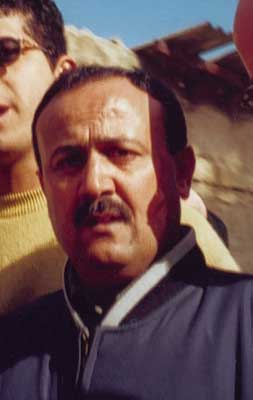
Marwan Barghuthi (* 1959)

- Barghuthi, Mustafa (* 1954), palästinensischer Politiker, Arzt und Bürgerrechtler

### Bargi
- Bargiel, Adolph (1783–1841), deutscher Musiker und Musikpädagoge
- Bargiel, Andrzej (* 1988), polnischer Skibergsteiger, Skitourengeher, Bergläufer und KlettererAndrzej Bargiel (* 1988)

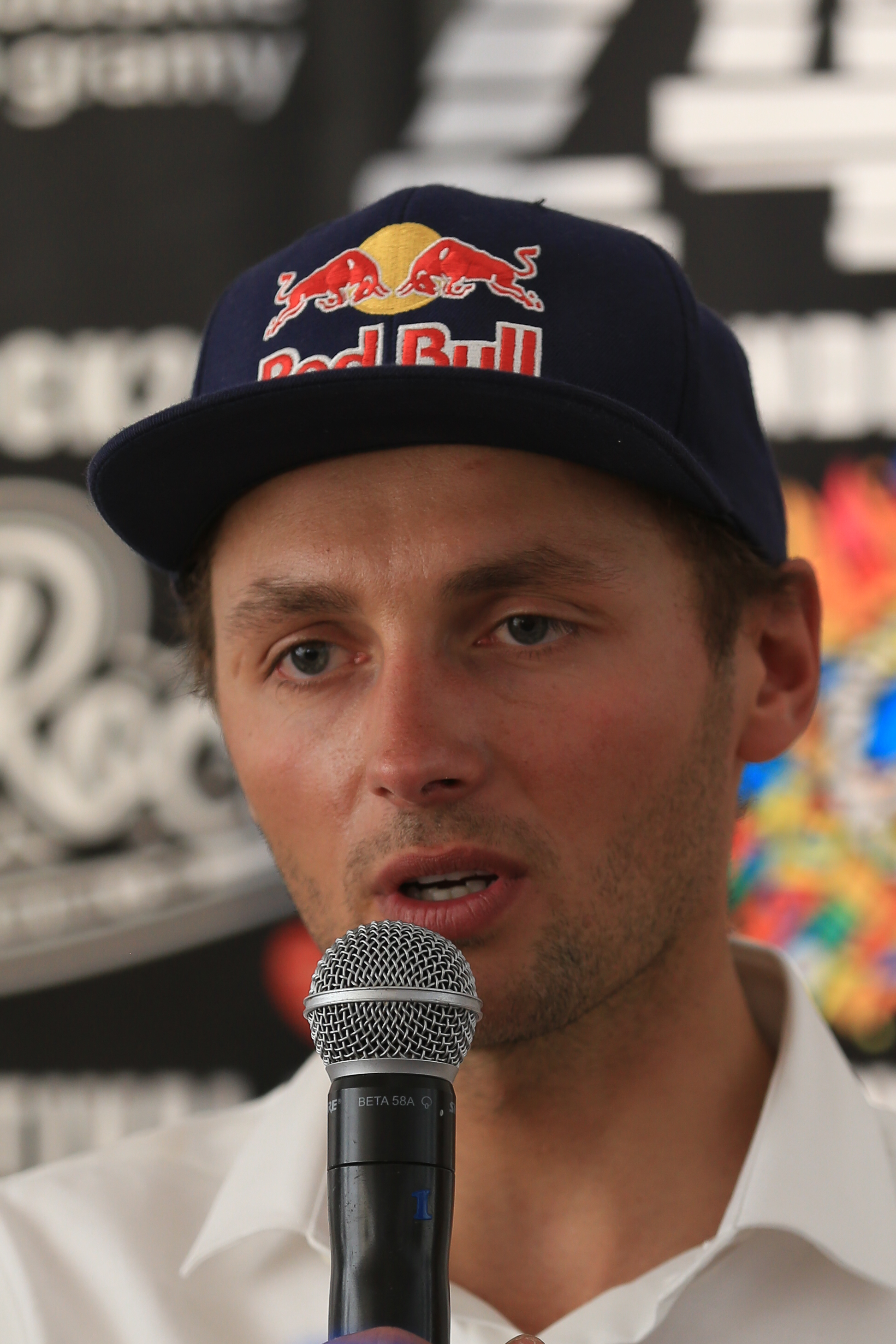
Andrzej Bargiel (* 1988)

- Bargiel, Mariane (1797–1872), deutsche Pianistin, Sängerin (Sopran), Klavierlehrerin und die Mutter von Clara Schumann (1819–1896)
- Bargiel, Przemysław (* 2000), polnischer Fußballspieler
- Bargiel, Woldemar (1828–1897), deutscher Komponist
- Bargielska, Justyna (* 1977), polnische Dichterin, Prosaschriftstellerin und Dramatikerin
- Bargielski, Zbigniew (* 1937), polnischer Komponist

### Bargj
- Bargjini, Sulejman Pascha, Gründer Tiranas

### Bargm
- Bargmann, Adolf (1835–1893), deutscher Anwalt und Parlamentarier
- Bargmann, Carina (* 1991), deutsche Fantasyroman-Autorin
- Bargmann, Carl (1854–1916), deutscher Jurist und Politiker, MdR
- Bargmann, Cornelia (* 1961), US-amerikanische Neurobiologin
- Bargmann, Hans-Joachim (1928–1972), deutscher Politiker (SPD), MdL
- Bargmann, Heinrich, Glockengießer und Erzgießer in Hannover und Verden
- Bargmann, Julie (* 1958), US-amerikanische Landschaftsarchitektin
- Bargmann, Valentine (1908–1989), US-amerikanischer Physiker
- Bargmann, Wolfgang (1906–1978), deutscher Anatom und Wissenschaftspolitiker
- Bargmann, Wolfgang (1926–2020), deutscher Kommunalpolitiker (SPD)

### Bargn
- Bargnani, Andrea (* 1985), italienischer Basketballspieler

### Bargo
- Bargon, Franz (* 1935), deutscher Fußballspieler
- Bargou, Ralf (* 1961), deutscher Mediziner und Hochschulprofessor

### Bargr
- Bargrave, John (1610–1680), englischer Autor und Sammler, Kanoniker

### Bargs
- Bargstädt, Wilhelm (1890–1967), deutscher Schriftsetzer und Politiker (SPD)
- Bargsted, Jakob Jochim Christian (1797–1885), Hamburger Buchdrucker und Abgeordneter
- Bargsten, Klaus (1911–2000), deutscher Marineoffizier, U-Boot-Kommandant und Ritterkreuzträger im Zweiten Weltkrieg

### Bargu
- Bargue, Charles († 1883), französischer Maler, Zeichner und Lithograf
- Barguet, Paul (1915–2012), französischer Ägyptologe
- Barguil, Warren (* 1991), französischer RadrennfahrerWarren Barguil (* 1991)

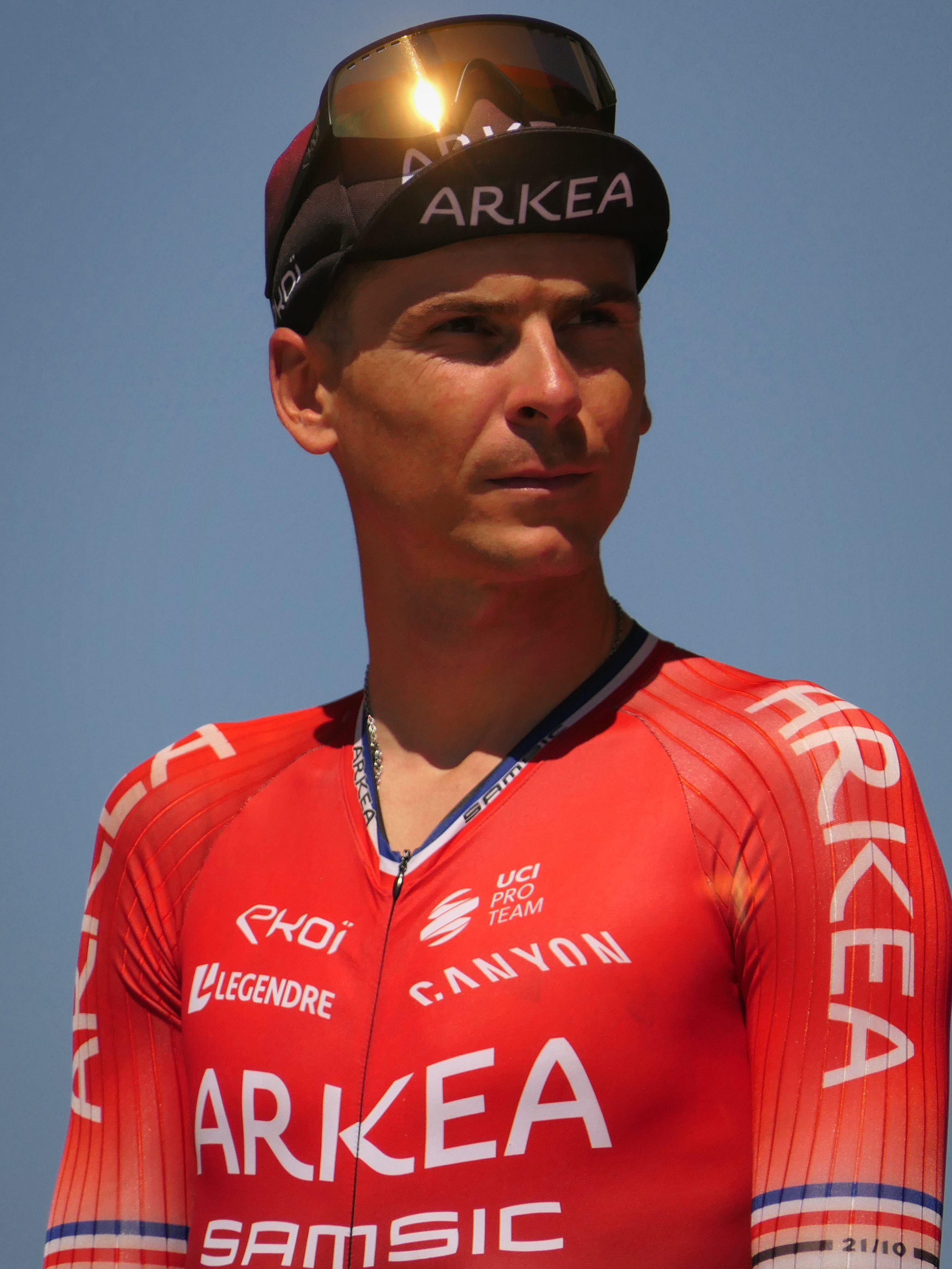
Warren Barguil (* 1991)

- Bargum, Frederik (1733–1800), dänischer Kaufmann und Sklavenhändler
- Bargum, Johan (* 1943), finnlandschwedischer Autor, Regisseur und Dramatiker
- Bargum, Konrad (1802–1866), deutscher Jurist und Politiker

### Bargy
- Bargy, Roy (1894–1974), US-amerikanischer Ragtime- und Jazz-Musiker